# Смишляєво
Смишля́єво (рос. Смышляево) — селище у складі Прокоп'євського округу Кемеровської області, Росія.

## Населення
Населення — 287 осіб (2010; 283 у 2002).
Національний склад (станом на 2002 рік):
- росіяни — 95 %